# Александар Амфитеатров
Александар Валентинович Амфитеатров (рус. Алекса́ндр Валенти́нович Амфитеа́тров; Калуга, 26. децембар 1862 — Леванто, 26. фебруар 1938) био је руски писац, романописац и историчар.

## Биографија
Рођен као син свештеника у Калуги, школовао се за адвоката, али је постао новинар и популарни романописац. Године 1902. прогнан је због писања сатиричног чланка о царској породици. Вратио се да посети фронт током руско-јапанског рата, а затим се вратио у Западну Европу, живећи у Француској и Италији. Завршио је 6. московску гимназију (1881) и Правни факултет Царског московског универзитета (1885). На универзитету је слушао предавања А. И. Чупрова, В. О. Кључевског, С. А. Муромцева и М. М. Ковалевског; предавања овог последњег су посебно импресионирала Амфитеатрова. Током студија узимао је часове певања код познате московске певачице Александрове-Кочетове.
Од 1882. сарађивао је у часописима „Узбуна“, „Карготине“, где је упознао А.П. Чехова, у листу „Руске ведомости“. Наступао је као оперски певач (баритон), био уписан у трупу Маријинског театра, студирао певање у Италији, певао је као други баритон две сезоне у Тифлису и Казању. Године 1889. напустио је оперску каријеру, посветивши се књижевности и новинарству. Радио је у листу „Нова ревија” (Тифлис), где је писао фељтоне, приче, песме, библиографске и позоришне критике под псеудонимима Ал. Амфи и С. Ф.
Амфитеатров је хтео да напише књигу о Нерону и раном хришћанству 1890-их. Италијански изгнаник му је пружио обиље извора и доказа и изложио га водећим европским научницима, а 1913. завршио је Нерон: Звер из јаме без дна („Зверь из бездни. Нерон“, позивајући се на Књигу Откривења 11: 7), животну причу цара Нерона која је еволуирала у свеобухватну енциклопедију Рима на крају Јулио-Клаудијеве династије и критички преглед савремених историјских концепата. До 1913. Амфитеатровов вид је почео да буде све гори и гори до те мере да није могао да лекторира и уређује типографски отисак, ослањајући се више на своје памћење него на читање, тако да је прво издање објављено са великим грешкама и празнинама у континуитету. Његова друга римска студија Титов славолук, посвећена раном хришћанству у Риму, није завршена.
У Италији је завршио своје најуспешније романе Vosmidesyatniki (80-е) (1907–08) и Devyatidesyatniki (90-е) (1911–13), бавећи се интелигенцијом 1880-их, односно 1890-их. „Свестран и актуелан, али паметно површан, Амфитеатров се побринуо за општег читаоца чији је укус познавао до савршенства“ (Каселова енциклопедија светске књижевности, ур. СХ Стеинберг, стр. 1680).
Године 1916. Амфитеатров се вратио у Русију и постао уредник националистичких новина Руска воља. Због напада на владу је почетком 1917. године послат у изгнанство у Иркутск, али се после Фебруарске револуције вратио у Петроград, где је уређивао козачке новине и писао чланке који су нападали бољшевике све док они нису укинули слободу штампе, након чега је постао учитељ и преводилац. Са породицом је напустио Русију августа 1921. године. До пролећа 1922. живео је у Прагу, а потом се настанио у Италији, где је писао за многе емигрантске часописе.
Амфитеатров је умро у Леванту у Италији 1938. Његови синови су били Владимир Амфитеатров-Кадашев, писац и новинар (и пријатељ Набокова); Даниеле Амфитеатров, композитор; и музичари Максим Амфитеатров и Роман Амфитеатров.